# Luigi Catani

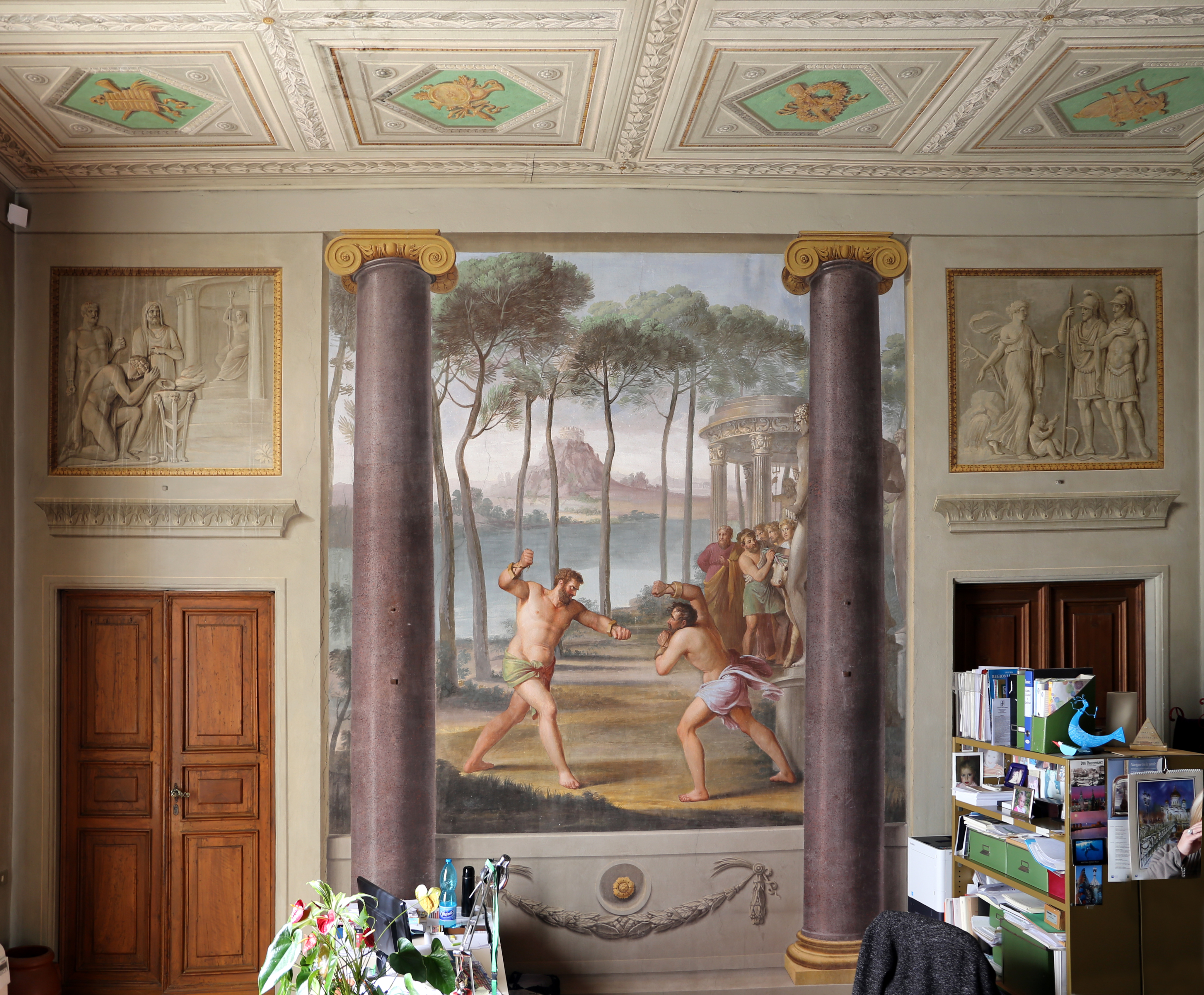
Luigi Catani, affreschi neoclassici nella villa di Castello, Firenze

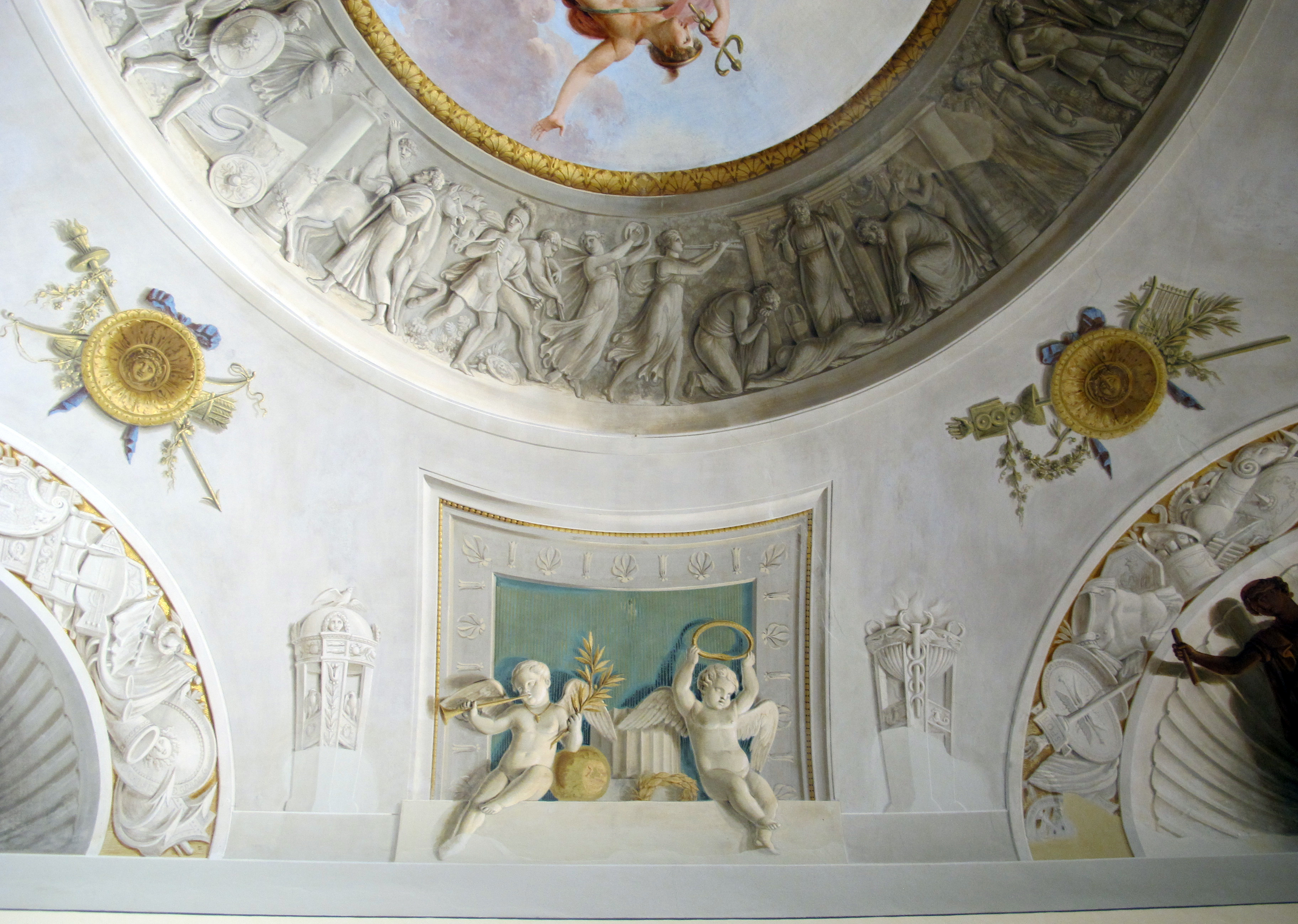
Particolare di una volta in palazzo Strozzi del Centauro, Firenze

Luigi Catani (Prato, 7 novembre 1762 – Firenze, 17 dicembre 1840) è stato un pittore italiano.

## Biografia
Suo padre era il quadraturista Stefano Catani. Si formò nella bottega familiare, che trattava lavori di ornato, collaborando ad esempio nella decorazione dei nuovi saloni al pian terreno del conservatorio di San Niccolò a Prato. 
Una prima opera si trova nella sua città, a Prato, dove decoròdecorò la volta del salone di lettura della Biblioteca Roncioniana, copiando un affresco di Pietro da Cortona a Palazzo Pitti; nello stesso edificio aveva lavorato il padre una ventina d'anni prima. 
Nel 1800 circa venne chiamato a completare la decorazione della cappella della Madonna del Conforto nel Duomo di Arezzo, unica architettura religiosa neoclassica di rilievo nel territorio aretino; suoi sono lo Sposalizio della Vergine, la Visitazione, l'Adorazione dei Magi, la Disputa al Tempio e, nel vestibolo, l'Incoronazione della Vergine e i Profeti. 
In questo cantiere dovette misurare con i cartoni di Giovanni Battista Dell'Era, che aveva iniziato l'opera, aggiornando velocemente il suo stile al gusto neoclassico allora in voga, tanto da diventare, soprattutto negli anni dell'occupazione francese, il principale frescante in questo stile nel territorio toscano. La sua pittura si fece più leggera e ariosa, con figure ispirate agli esempi provenienti da Roma e dalla Francia. 

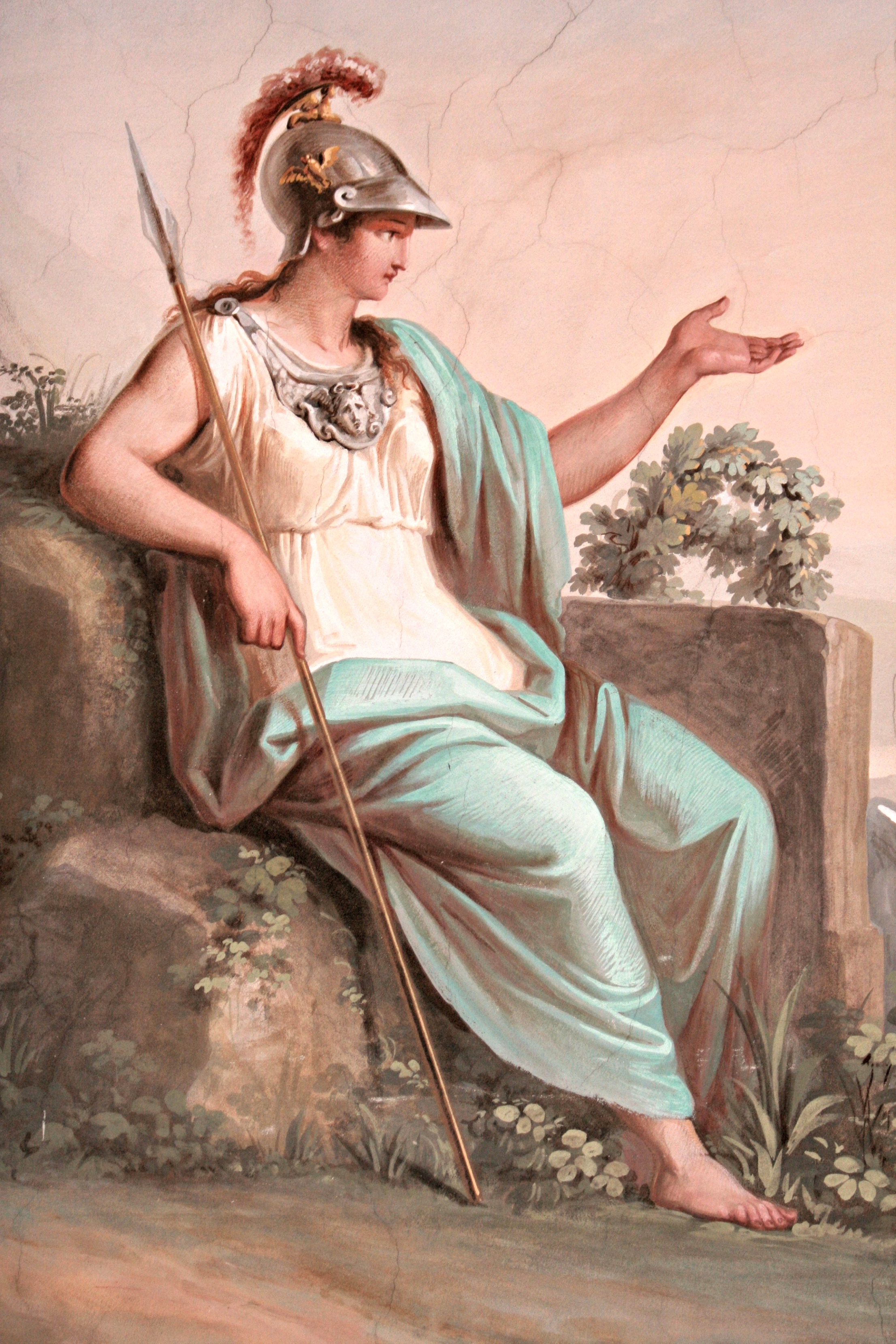
Minerva, nell'appartamento di Elisa Baciocchi nella villa di Poggio a Caiano

Operò quindi soprattutto due filoni: la pittura di gusto mitologico, in residenze private e teatri, e quella religiosa. 
A questo secondo tema appartengono: la cappella del Sacramento nel Duomo di Arezzo (Scene della Passione; San Francesco in estasi e Santa Chiara con santi nella chiesa di Santa Chiara a San Gimignano; la volta della sacrestia della chiesa di San Francesco a Prato dove lavorò anche a diverse pale d'altare; la Cappella del Crocifisso nella chiesa di Santa Maria Maddalena de' Pazzi a Firenze; la cappella del Sacramento nel Duomo di Prato (1837, sui il Cristo risorto, la Cena e la Lavanda dei piedi).
Al filone allegorico-mitologico appartengono le Quattro stagioni, la Giustizia e la Fortezza attorno all'orologio in piazza del Duomo ad Arezzo; la decorazione del teatro nel collegio Cicognini a Prato; gli affreschi al piano nobile di Palazzo Rossi-Ferrini ad Arezzo (1803); varie decorazioni nei palazzi Strozzi Sacrati (1812), Strozzi del Centauro, Incontri, Venturi Ginori (esedra) e Guicciardini a Firenze; nella stessa città lavorò per il vescovo francese Antoine-Eustache d'Osmond eseguendo dei monoscromi nel suo palazzo; ancora affrescò una sala nella villa di Castello.
In tutte queste commissioni spiccano per prestigio e per ampiezza quelle di Elisa Baciocchi, della quale fu sicuramente uno degli artisti preferiti: il salone del palazzo Ducale di Lucca, un appartamento e il sipario del teatrino nella villa di Poggio a Caiano e in quella di Marlia (Giove che rapisce Giunone dall'Olimpo, 1811), e la volta con l'Educazione di Giove in Palazzo Pitti, probabilmente la sua opera più importante (1811, proseguita fino al 1819, quando già si era reinsediato Ferdinando III di Lorena).
A Firenze venne nominato professore di Ornato all'Accademia di Belle Arti dal 1797, e fu membro della Società di San Luca dal 1821 alla morte.